# Nielsen-Fjord
Der Nielsen-Fjord ist ein rund 4 km breiter Fjord an der Pennell-Küste im Norden des ostantarktischen Viktorialands. Er liegt zwischen Cape North und den Gregory Bluffs.  
Er wurde im Zuge der Australian National Antarctic Research Expeditions nach Kapitän Hans Nielsen benannt, Schiffsführer der Thala Dan zur Küstenvermessung im Jahr 1962.